# Замок Бродик
За́мок Бро́дик (англ. Brodick Castle) — средневековый замок, расположенный в городе Бродик (область Норт-Эршир, в Шотландии), на восточном берегу острова Арран. Ранее территория вокруг крепости была стратегически важным местом, поэтому замок часто принимал активное участие в междоусобных войнах на территории современной Шотландии.

## История

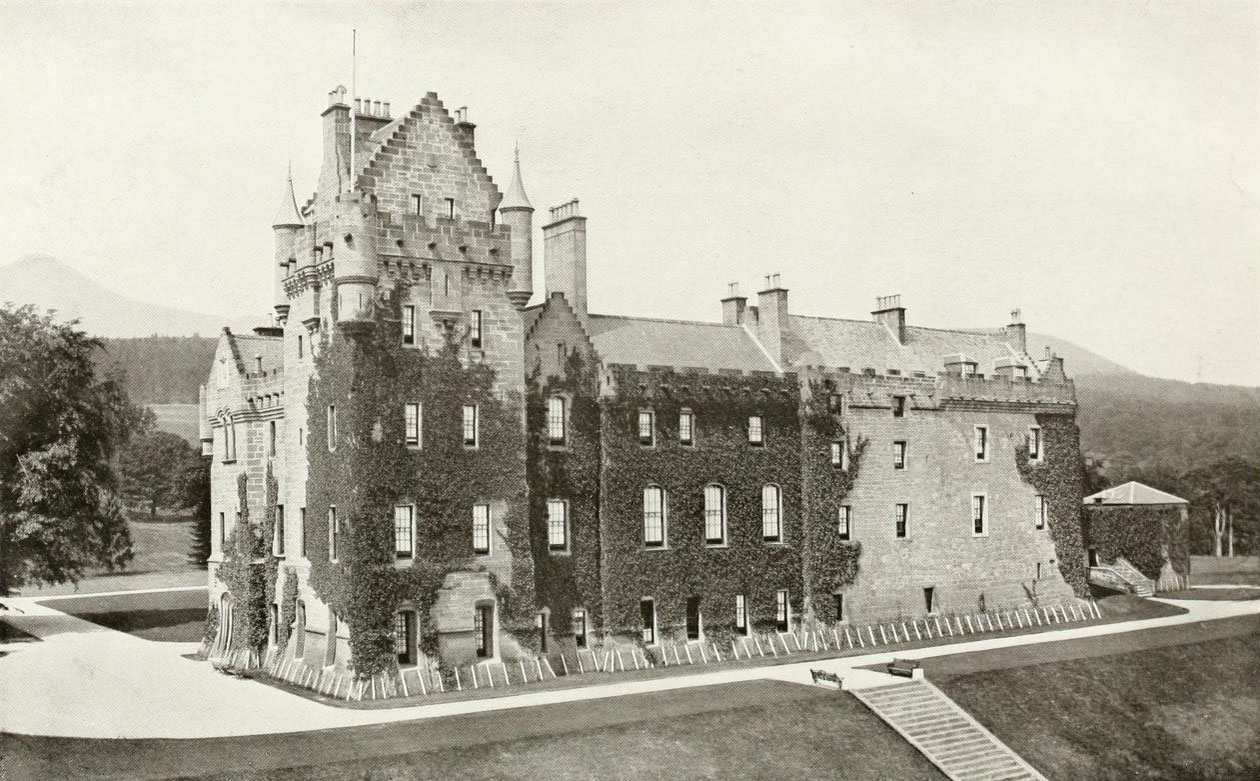
Замок Бродик — вид со стороны

Ещё до изгнания викингов из Аррана, и остальной части западного побережья Шотландии после битвы при Ларгсе в 1263 году, территорию современного замка использовали викинги, для убежища и планирования набегов на территории современной Шотландии.
В 1406 году, в том же году, когда Яков I был захвачен английскими пиратами, а Роберт III, король Шотландии умер, замок Бродик был сильно повреждён английскими войсками, которые плыли в бухту Бродик. Дальнейшее разрушение замка происходило из-за Джона из Айла, лорда Островов, который в 1455 году забросил и опустошил крепость.

### Гамильтоны

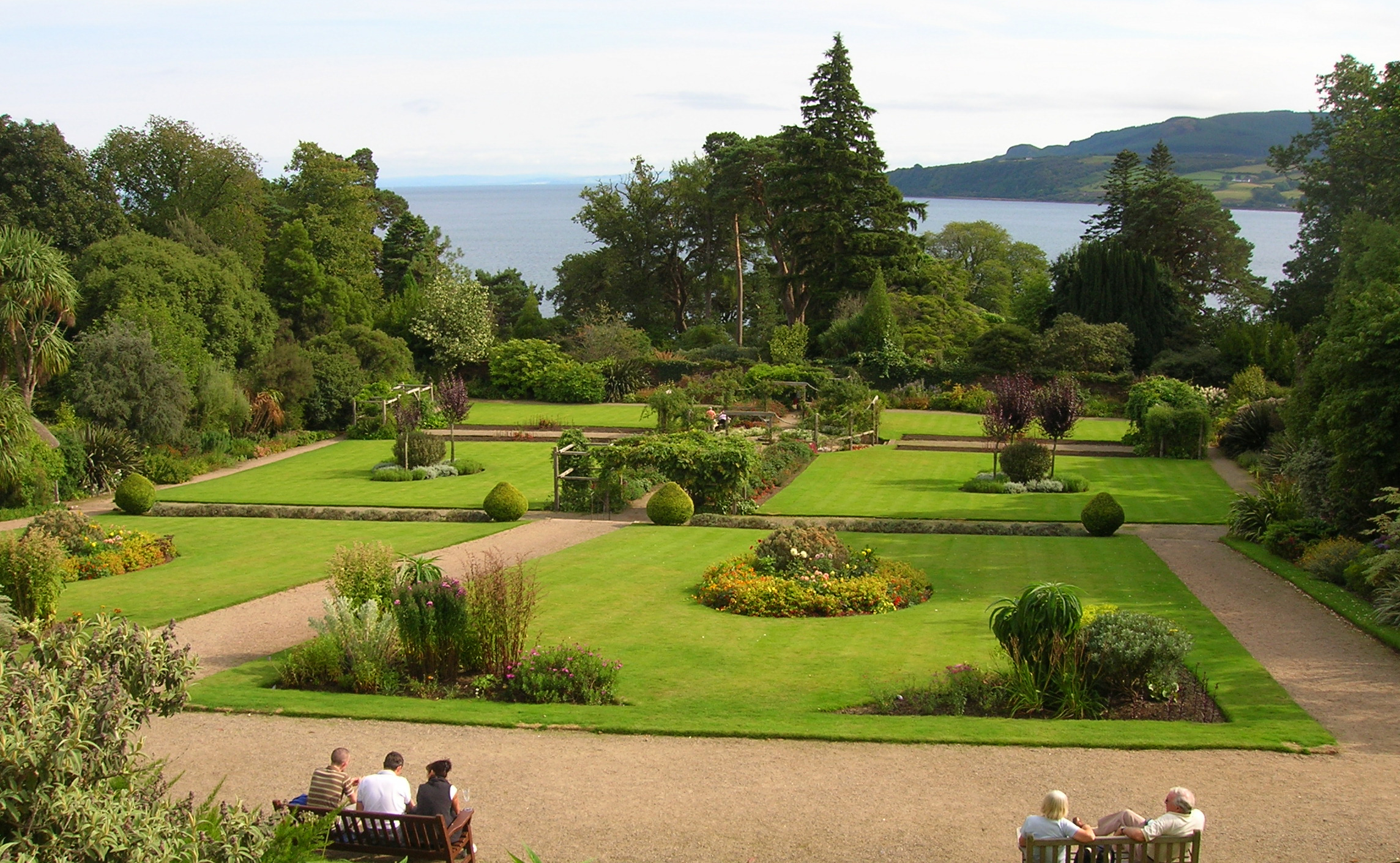
Огороженный сад замка Бродик

В какой-то момент, после 1470 года замок был предоставлен Яковом III его зятю — Джеймсу Гамильтону, 1-му лорду Гамильтону. Его сын — Джеймс Гамильтон, 2-й лорд Гамильтон, за свои заслуги, получил новый титул — граф Арран, в 1503 году.
Крепость была отстроена и перестроена в замок-башню Джеймсом, к 1510 году. Но уже в 1528 году крепость пострадала после битв во время разногласий двух кланов — Кэмпбеллов и Маклейнов.
Спустя несколько лет, в период очередного англо-шотландского конфликта, замок-башня подвергалась нападению английских войск, которые возглавлялись графом Леннокс, от имени Генриха VIII, в отместку за действия 2-го лорда Гамильтона. Джеймс Гамильтон, 3-й лорд Гамильтон, был регентом Шотландии, в те времена, когда Мария Стюарт была ещё младенцем и была второй в очереди на трон Шотландии.

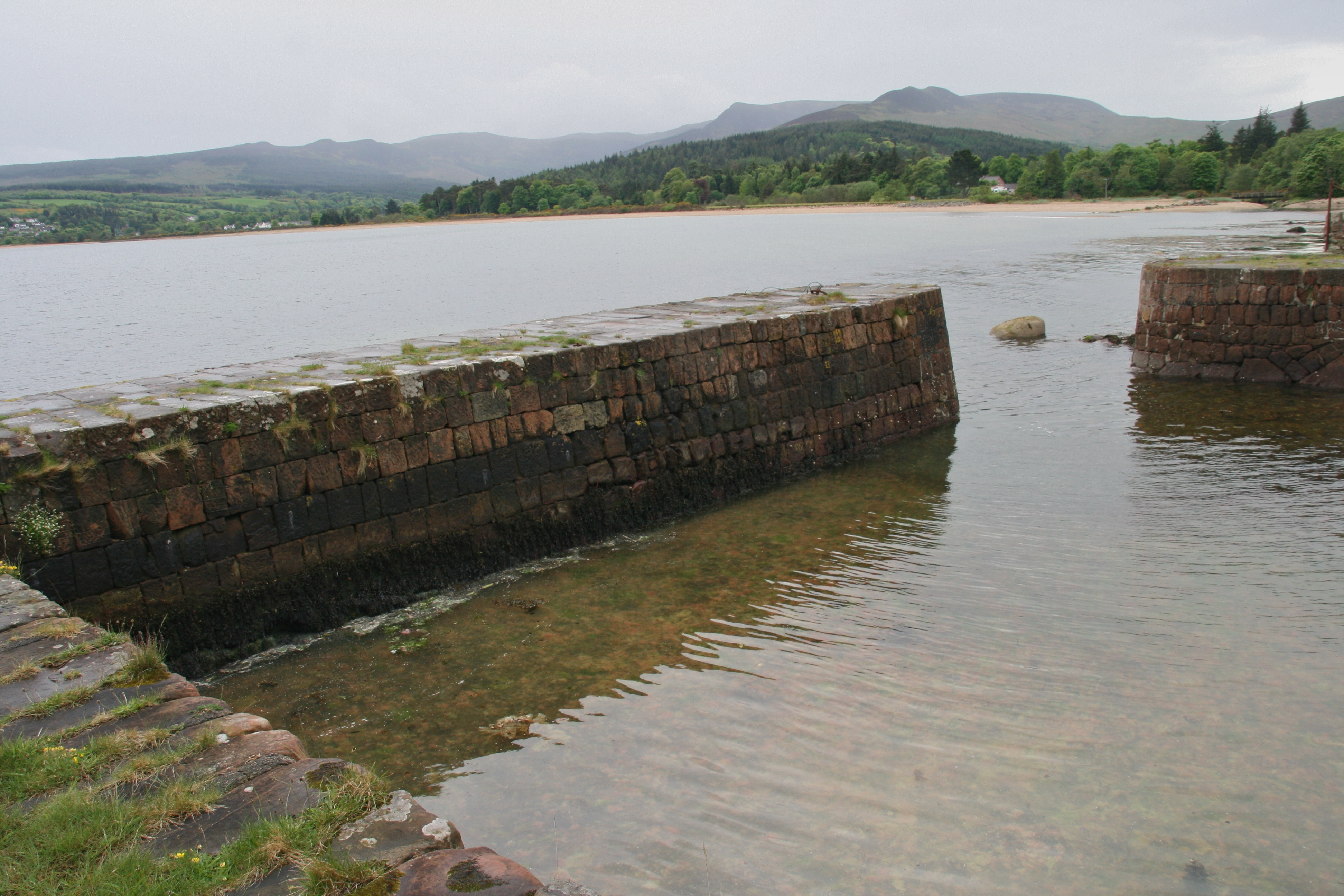
Набережная замка Бродик

В 1543 году Джеймс Гамильтон активно участвовал в осуществлении брака Марии с дофином Франции (наследником французского престола). Тем не менее, 2-й граф Аррана был вознаграждён за свои усилия и был наделён титулом герцога Шательро в пэрстве Франции. Во время своего пребывания на посту регента Шотландии, Джеймс продолжал увеличивать и расширять замок.
В 1639 году Шотландия была разделена между пресвитерианством лордов Конгрегации и епископством одобренным королём. Джеймс Гамильтон, 3-й лорд Гамильтон, был отправлен на север, чтобы обеспечить волю короля. Арчибальд Кэмпбелл, 1-й лорд Аргайл, был де-факто правителем Шотландии и лидером пресвитерианской фракции. Лорд Аргайл захватил резиденцию клана Гамильтон — крепость Бродик. В 1643 году Гамильтона сделали герцогом, и он восстановил замок в следующем году, в начале Шотландской гражданской войны.
В 1650 году армия Оливера Кромвеля взяла под свой контроль замок и расширила его, построив артиллерийскую батарею, чтобы защитить стратегически важное месторасположение в узком морском заливе возле крепости.

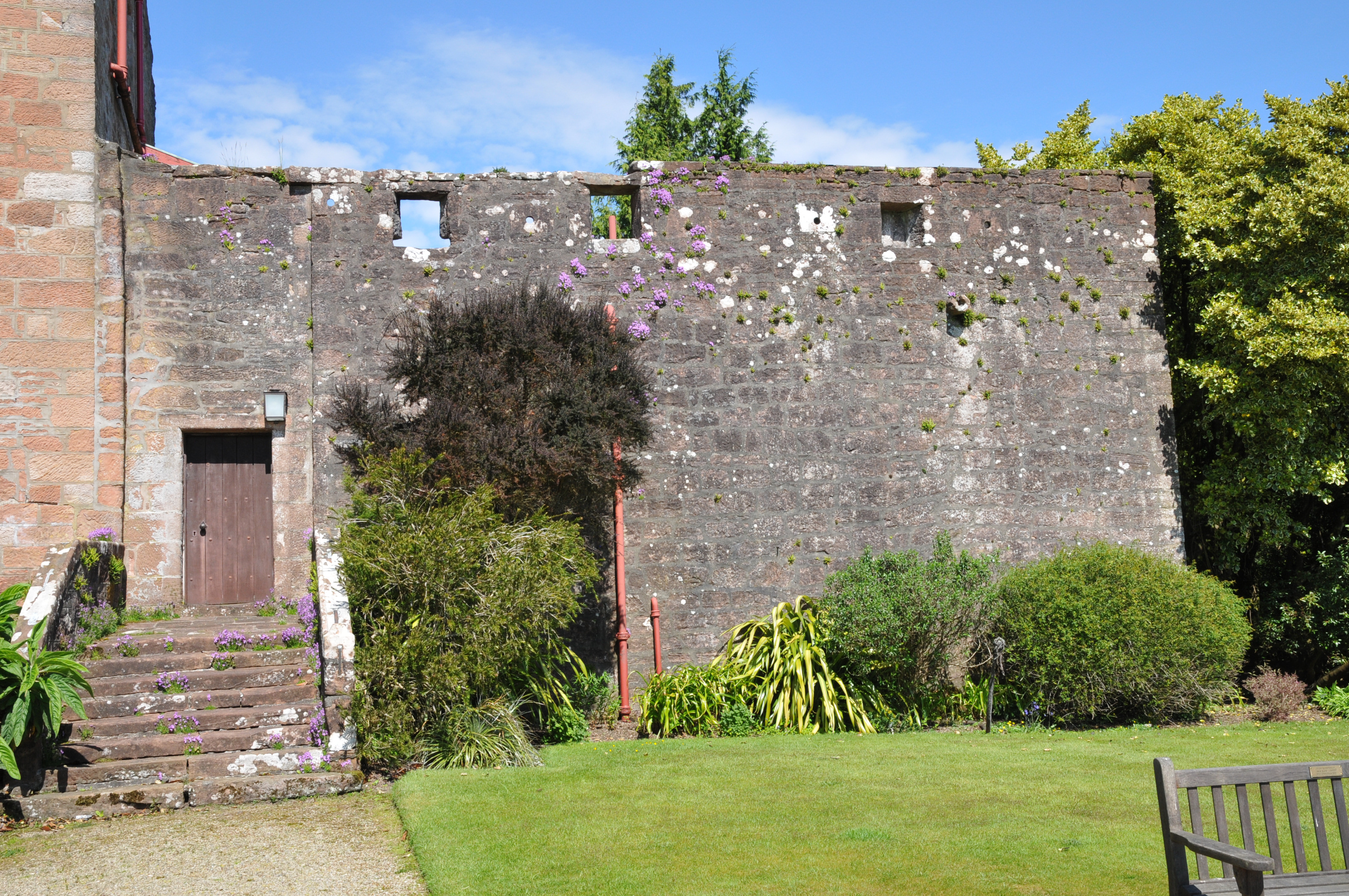
Артиллерийская батарея замка Бродик

Бродик снова был захвачен Кэмпбеллами в 1646 году, когда успехи роялистов кончились. Герцог был захвачен после катастрофической битвы при Престоне и убит в марте 1649 года. Его сменил его брат Уильям, лорд Ланарк, но он умер от ран, полученных в битве при Вустере в 1651 году. Герцогство Гамильтон и графство Арран перешли к единому уцелевшему ребёнку герцога — Энн. Она была невольно отправлена в крепость Бродик для её безопасности.
Спустя несколько лет герцогиня Энн вернулась в свои поместья в Ланаркшир и Западный Лотиан, а в 1656 году вышла замуж за Уильяма Дугласа, 1-го лорда Селкирка. Энн никогда больше не возвращалась к Бродику, однако её муж, которого наделили титулом герцога Гамильтон, всю свою жизнь, использовал замок в качестве базы для охотничьих походов.
В 1843 году Уильям, 11-й герцог Гамильтон, женился на Марии Баден, младшей дочери великого герцога Баденского Карла и Стефании де Богарне. В 1844 году в замке были проведены массовые строительные работы, после которых замок увеличился почти в три раза, под руководством архитектора Джеймса Гиллеспи Грэма. 12-й герцог Гамильтон, Уильям не имел наследников мужского пола, поэтому его титулы перешли к его далекому двоюродному брату Альфреду Дугласу-Гамильтону после его смерти, но замок, был отдан его единственной дочери — Мэри Луизе Дуглас-Гамильтон. Она вышла замуж за Джеймса Грэма, 6-го герцога Монтроуз в 1906 году, и поэтому, спустя более пятисот лет, замок Бродик перестал быть владением Гамильтонов.
В настоящее время крепость принадлежит Национальному фонду Шотландии.